# Вардан Айгекци
Варда́н Айгекци́ (арм. Վարդան Այգեկցի; конец XII века, с. Марата, Сирия — не ранее 1229, Айгек, Киликия) — армянский баснописец и проповедник конца XII—начала XIII вв.
Родился в  Сирии, в селении Марата, расположенном недалеко от Алеппо.  Некоторое время Вардан жил в Дюлюке (Доличе). Изгнанный оттуда, он перебрался в монастырь Айгек (Киликия), расположенный в Чёрных горах (Аманус). Умер примерно 1229 года.
В свои послания и проповеди Вардан Айгекци вводил басни-притчи, из которых составил сборник. Его последователи вплоть до XVII в. обогащали этот сборник новыми баснями, притчами, новеллами и анекдотами. Так возникли «Вардановские сборники», содержащие более 500 басен. Часть рукописей дошла до нас под заглавием «Лисья книга». Басни остроумны, едки и лаконичны, содержат картины социальной жизни общества того времени. Древнейшее издание «Лисьей книги» выпущено в 1668 в Амстердаме.